# 都警
もしかして
- 警視庁

ではありませんか？